# Henryk Józef Łubieński
Henryk Józef Łubieński hrabia herbu Pomian (ur. w 1893, zm. w 1949) – polski powieściopisarz i dziennikarz.
Syn Józefa Henryka Piusa, wnuk Pawła, prawnuk Piotra.
Był autorem powieści lotniczej Zwycięzca (1927) i powieści Rycerze śmierci (1928), której akcja toczy się w czasie powstania styczniowego.